# Pacto del Úlster

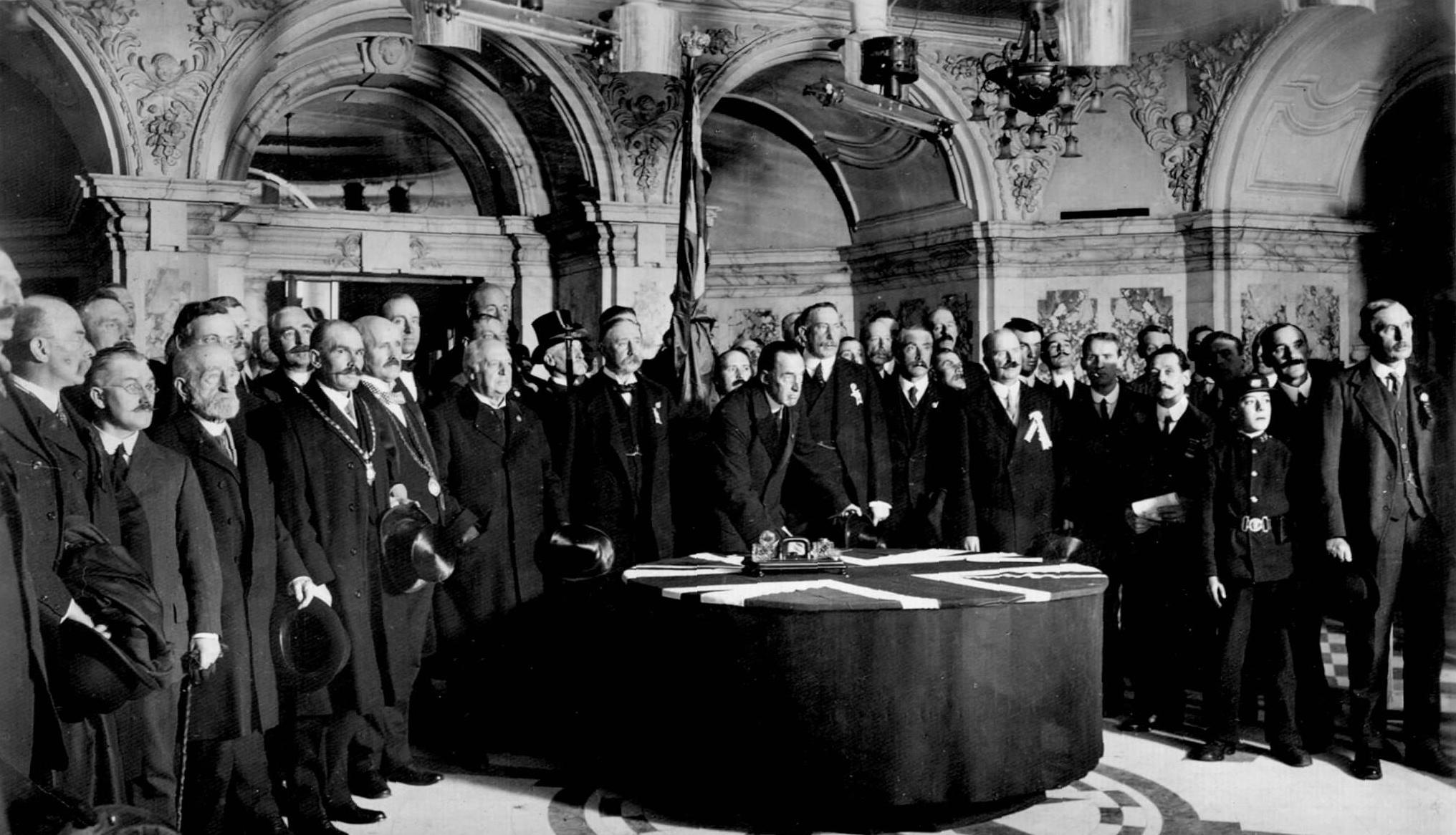
Sir Edward Carson, un lealista a favor del pacto, firmándolo el 28 de septiembre de 1912.

El Pacto del Úlster (en inglés: Ulster Covenant) fue el pacto suscrito el 28 de septiembre de 1912, en protesta por la Home Rule introducida por el Gobierno británico ese mismo año. Los firmantes eran lealistas que estaban en contra del establecimiento de un parlamento irlandés en Dublín. El Pacto fue inmortalizado en el poema de Kipling "Úlster 1912".
El Pacto estaba formado por dos partes: la primera, el Pacto en sí mismo, firmado por 237 368 hombres, y la Declaración, firmada por 234 046 mujeres.

## Texto del Pacto
CONVENCIDOS en nuestra consciencia de que el Autogobierno de Irlanda (Home Rule) sería desastroso para el bienestar material del Úlster, así como de la totalidad de Irlanda, subversivo con nuestras libertades civiles y religiosas, destructivo de nuestra ciudadanía, y peligroso para la unidad del Imperio, nosotros, los abajo firmantes, hombres del Úlster, súbditos leales de Su Graciosa Majestad Jorge V, confiando humildemente en el Dios en el que nuestros padres en los días de tensión y dificultades tan confiadamente creyeron, por la presente nos comprometemos en solemne Pacto, en esta época nuestra amenazada por la calamidad, a mantenernos unidos en la defensa, por nosotros y por nuestros hijos, de nuestra apreciada posición de igualdad de ciudadanía en el Reino Unido, y a usar todos los medios que se puedan encontrar necesarios para derrotar la presente conspiración para instituir un Parlamento Propio en Irlanda. Y en el caso de que semejante Parlamento nos sea impuesto sobre nosotros, adicionalmente nos comprometemos mutua y solemnemente a negarnos a reconocer su autoridad. En la segura confianza de que Dios defenderá lo correcto, suscribimos aquí nuestros nombres.

### Original Inglés
BEING CONVINCED in our consciences that Home Rule would be disastrous to the material well-being of Ulster as well as of the whole of Ireland, subversive of our civil and religious freedom, destructive of our citizenship, and perilous to the unity of the Empire, we, whose names are underwritten, men of Ulster, loyal subjects of His Gracious Majesty King George V, humbly relying on the God whom our fathers in days of stress and trial confidently trusted, do hereby pledge ourselves in solemn Covenant, throughout this our time of threatened calamity, to stand by one another in defending, for ourselves and our children, our cherished position of equal citizenship in the United Kingdom, and in using all means which may be found necessary to defeat the present conspiracy to set up a Home Rule Parliament in Ireland. And in the event of such a Parliament being forced upon us, we further solemnly and mutually pledge ourselves to refuse to recognize its authority. In sure confidence that God will defend the right, we hereto subscribe our names.